# 羽高なる
羽高 なる（うだか なる）は日本の女性声優。主にアダルトゲームに声をあてている。

## 概要
本名が長いため、芸名をつける際に可愛くてコンパクトなもの、という基準で芸名が付けられた。尊敬している声優は一色ヒカル。羽高が声優になりたての頃に、一色の声と演技力に驚かされ、それ以来、ずっと尊敬していると語る。

## 出演

### ゲーム

#### 2004年
- じゃみんぐ☆らんぶるappend (水瀬 はるか)

#### 2005年
- コスってエイリアン -誘惑のコスプレH- (ミア)
- ARGONAUTS (アヤメ、ホログラムの少女)
- 凌辱アイドル牝奴隷 〜被虐の特別レッスン〜 (新庄 千佳)
- As you like 〜星降る夜にロマンスを〜 (役名不明)
- 夢見ヶ丘 (平井 純子)
- ダンシング・クレイジーズ (葉木崎 唯、那由)

#### 2006年
- 麻雀 英雄×魔王 (メグ、その他)
- Piaキャロットへようこそ!!G.O. 〜グランド・オープン〜 (高屋敷 瑞希)
- レイプ!レイプ!レイプ! (星野 桃香、松永 曜子、相沢 晴菜)
- ナオ〜女囚凌辱房〜 (山村 洋子)
- 密室の若妻調教〜凌辱管理人〜 (北島 絵美)
- グリンスヴァールの森の中 〜成長する学園〜 (シェシカ・ホーリーウッド、レナ、ロアナ、ルー)
- 峰深き瀬にたゆたう唄 (ディオール)
- ぴあきゃろG.O. TOYBOX 〜サマーフェア〜 (高屋敷 瑞希)
- MOON STRIKE (ラス、ジャンヌ・マリー)
- マル秘人事部凌辱課 (水原 咲季)

#### 2007年
- 麗しの生徒会長は輪姦奴隷 (相馬華南)
- お姫様☆エッチ-Hの手ほどき!押しかけ双子におまかせ- (明日香)
- 僕ガ壊シタオ嬢サマ (沢竹 まどか)
- よりどり!? 鷹崎学園 デラックスパック (明日香)
- 凌母 -Maternity Insuit- (速水 静華)
- Babydoll (杉崎 希)
- 王賊 (アルイエット)
- 精霊さまは孕みごろ 〜彼女を救う子作りばけ〜しょん〜 (フィーネ)
- ハーレム★アイランド〜男＜女7人夏物語テーマパークは大騒ぎ〜 (相澤 雪菜)
- 魔女狩りの騎士 〜人格転移の檻〜 (ノア)
- 姫さまっ、お手やわらかに! (名取さん)
- 夜姦診療 〜ナース調教カルテ〜 (上杉 理奈)
- 空蝉に触れるもの (雛森 淑乃)
- KANAGI〜淫夢学園〜 (吉住 順子)
- 必殺痴漢人 (風間奈 緒)
- MOON STRIKE -LOST CHRONICLE-（ラス、ジャンヌ・マリー）

#### 2008年
- 叔母さんは蜜の味（河原町 園子）
- しょじょたん（沢村 しずか）
- Garden（竜胆 愛）
- こす日和（明日香）
- すいっチ! !〜ボクがナツに想うこと〜（ニ笠 摩耶）
- 吸尻鬼〜アナル姫肛姦調教録〜（小野原 みかげ）[2]
- 暁の護衛（柊 朱美）
- 虐襲3（ミミィ・フェイミン）
- オトメクライシス（名取さん）
- Piaキャロットへようこそ!!G.O.SE (高屋敷 瑞希)
- 朝凪のアクアノーツ（慧本 向日葵）
- ウィザーズクライマー（イエル・ブルータクト）
- 私立温泉学園　〜スク水でお風呂に入っちゃダメですか？〜（桐原 可憐）
- エッチなメイドさんは好きですか？（宮前 由貴）
- KISS×500 KISS権、発動（霞野 彗星）
- 廃部計画 第一章（井伊 なつな）
- 孕ませ王（セレス）
- 処女狩〜オトメガリ（八木 千尋）
- 剣術教師と婚前子作り合宿 もっと出せ！孕ませてお前のものにして欲しい…（千葉 葵）
- SIN 黒朱鷺色の少女（セレス）
- 暁の護衛〜プリンシパルたちの休日〜（柊 朱美）
- 恥辱皇宮 〜穢された王族〜（エルキナ・ルーフランサ）

#### 2009年
- 私立温泉学園 2時間目 〜お風呂でレズしちゃダメですか？〜（桐原 可憐）
- 人妻 湯けむりパラダイス（倫子）[3]
- DAISOUNAN（美冬）
- もっと!精液大量注入!（黒住 キリエ）[4]
- 少女剣士秋月蓮の押しかけ孕嫁生活〜子作りは我が使命…受精するまで離さぬぞ!〜（秋月 蓮）
- いたずら極悪（国枝 智）
- 私立温泉学園 3時間目 〜イレクトで3Pしちゃダメですか?〜（桐原 可憐）
- 廃部計画（井伊 なつな）
- 俺と妹の校内プレイ〜妹は誰にも渡さない〜（篠原 真由）
- 愛娘という名の玩具（五藤 小百合）
- 忍流（ホタル）
- プリンセスミルク〜授乳エロイチャ生活♪お姫様の母乳以外飲めない身体に!?〜（モニカ）

#### 2010年
- 絶望師(安藤　麗)
- 姉です。 〜姉死覚悟の「弟しぼり」な夏が来る!〜(佐倉 百花)
- イチャずら（国枝 智）
- Re:Seven 〜僕が君に出来るコト〜（春日 鈴子）
- プレイ!プレイ!プレイ!（小暮 千晶、星野 桃香）
- 暁の護衛〜罪深き終末論〜（柊 朱美）
- 黒獣 〜気高き聖女は白濁に染まる〜（セレスティン・ルクルス）
- 俺のタマノコシに乗ってくれ 〜従妹とメイドと後輩と先輩と先生と〜（西沢 亜季）
- ななプリ。（シグリット）
- BUNNYBLACK（シア）
- ふぇいばりっと Sweet!（仲由真 里々）
- Green Strawberry（本郷 津佳沙）
- 女神とLOVE!〜５人の女神様とイチャハメ孕ませ新婚生活♪〜（フェリシテ）
- ただかの〜正しい彼女の作り方〜（中嶋 綾乃）

#### 2011年
- 操心術0（五十鈴 風露、諏訪 美桜、矢野 薫、女子3）
- JKと淫行教師5 〜借金姉妹編〜（佐久間 藍子）[5]
- さくら色カルテット（憂）[6]
- 夜姦診療カルテ2〜裏モード〜（上杉 理奈）
- 夜姦診療カルテ2〜ナース特別調教〜（上杉 理奈）[7]
- 夜姦診療カルテ2〜巨乳ナース理奈〜（上杉 理奈）
- JKと淫行教師SP〜渡る世間はエロ教師ばかり〜（佐久間 藍子）[8]
- 眠れる花は春をまつ。（野々村 樹子）
- 処女と魔王とタクティクス（キキョウ・アカネ）
- 雪鬼屋温泉記（雪鬼屋 仲居）
- ブレイズハート（橘 梨花）[9]
- たいせつなきみのために、ぼくにできるいちばんのこと（八坂 すず）[10]
- 翠の海（みちる）[11]

#### 2012年
- BUNNYBLACK 2（シア）[12]
- マテリアルブレイブ（白藤・アンジェリーヌ・つぼみ）[13]
- 虹翼のソレイユ-ⅶ's World-（エクレア）[14]
- 魔法少女ピュア・セインツ〜負けちゃうたびに、どんどんエッチな正義のヒロインになっていっちゃうの〜（純粋プリンセス）[15]
- えれくと!（ユーフォリア・トリニティ）[16]
- 創世奇譚アエリアル（鹿島 早紀）[17]
- リヴォルバーガール☆ハンマーレディ（キリコ スカーレット）[18]
- 暁の護衛 トリニティ（柊 朱美）[19]
- 特別授業3SLG（真島 美香子）[20]
- 門を守るお仕事（リーフ）[21]
- ミダラーナ 巨乳戦記（アリシア、フレデリカ）[22]
- キミへ贈る、ソラの花（蘭子）[23]
- 水月 弐 〜追憶〜（大石 桃子）

#### 2013年
- マテリアルブレイブ イグニッション（白藤・アンジェリーヌ・つぼみ）
- モテすぎて修羅場なオレ（小早川 詩帆）[24]
- モンスター・ハザード（紅野 栗栖）[25]
- プレイ!プレイ!プレイ!惨（木下 優花）[26]
- Guardian☆Place〜ドエスな妹と3人の嫁〜（所沢 美果）
- BUNNYBLACK 3（ソフィア）[27]
- クラス全員マヂでゆり?!〜私達のレズおっぱいは貴女のモノ・女子全員潮吹き計画〜（紀伊萌香、生駒琴美）[28][29]
- 花嫁狩凌 〜絶対快楽の白濁淫毒〜（クリスティーン・アムネン・雛森）[30]
- 魔法剣姫アークキャリバー 〜魔族降誕〜（アーク・レゾン（山吹琴理））[31]
- にゃんカフェマキアート 〜猫がいるカフェのえっち事情〜（茂部屋 英子）[32]
- インモラル病棟（木梨 柚帆）[33]

#### 2014年
- 魔法少女静流（村上 静流）[34]
- 暁の護衛トリニティコンプリートエディション（柊 朱美）[35]
- 110〜産婦人科 死刑囚 病院ジャック〜（柊 美佳）[36]
- 催眠クラス 〜女子全員、知らないうちに妊娠してました〜（神楽坂 澪子、木ノ花 珊瑚）[37][38]
- ももいろ性癖開放宣言!（大江 音羽）[39]
- 海空のフラグメンツ（西ノ宮 悠里）[40]
- 粘膜純愛〜KISS×900 管理人さんのポニーテールは、今日も黒かった（弥生 青葉）[41]
- アウトベジタブルズ（その他）[42]
- ハーヴェストオーバーレイ（美作 瑠璃）[43]
- 催眠パラノイア!（秋野 十和子）[44]

#### 2015年
- 悪魔娘の看板料理（マウ）[45]
- Sexyビーチ プレミアムリゾート（木梨 柚帆）[46]
- 催眠隷姫（キュベレ）[47]
- あねよめコンチェルト（シルヴィ・ヤーブロニャ・日高）[48]
- その古城に勇者砲あり!（ヒュウリ）[49]

#### 2016年
- 甘えかたは彼女なりに。（有賀 久美子）[50]
- オモカゲ 〜えっちなハプニング!? なんでもどんとこい!〜（城戸 風香）[51]
- グリモ☆ラヴ 〜放課後のウイッチ〜（冴機 紗良）[52]
- 珊海王の円環[53]
- プラネット ドラゴン（村川島・シャーリー・一姫）[54]

### その他
- 早苗といっしょにトレーニング（東風谷早苗）